# Храм Воскресения Христова (Тихоново)
Храм Воскресения Христова — храм Владимирской епархии Русской православной церкви в деревне Тихоново Гусь-Хрустального района Владимирской области. Строился в 1866—1868 годы, колокольня и ограда — в 1874 году.

## История
Согласно «Описанию…» в 1866 года в деревне Арефино (ныне Тихоново) была заложена каменная церковь Воскресения Христова. Церковь построили довольно быстро — за три года. В штате прихода были: священник, дьяк, псаломщик. При храме действовала земская народная школа, в которой в 1896 году обучалось 102 учащихся. С 1869 года храм оставался центром образования и просвещения населения деревень Ягодино, Избищ, Синцово и Василево с общим населением около 1800 человек.
В конце XIX начале XX века в храме служили:
- священник Павел Васильевич Стародворский
- диакон Дмитрий Успенский
- диакон Алексий Добровольский
- священник Николай Флоринский
- диакон Василий Савельев.

В начале 1940-х церковь была закрыта, в 1960-х разобрана колокольня, а сам храм использован под склад.
С 2009 года начато восстановление храма.